# Trofeo Eccellenza 2012-2013
Il Trofeo Eccellenza 2012-13 fu la 3ª edizione del torneo sostitutivo della Coppa Italia di rugby a 15 e la 25ª edizione assoluta.
Organizzato dalla Federazione Italiana Rugby, si svolse dal 14 ottobre 2012 al 17 marzo 2013.
Alla competizione presero parte gli otto club dell'Eccellenza che non parteciparono all'European Challenge Cup, divisi in due gironi all'italiana da quattro squadre ciascuno su base territoriale. Le prime classificate di ogni girone, affrontatesi in partite d'andata e ritorno, disputarono la finale in gara unica che, nell'occasione, si tenne allo stadio Luigi Zaffanella di Viadana. Ad aggiudicarsi il trofeo fu Viadana, la squadra di casa, che si impose sulla S.S. Lazio grazie ad una meta di Padró nei minuti finali di gara.

## Squadre partecipanti
| Girone A          | Girone B          |
| ----------------- | ----------------- |
| Crociati (Parma)  | L’Aquila          |
| Petrarca (Padova) | Fiamme Oro (Roma) |
| San Donà          | S.S. Lazio (Roma) |
| Viadana           | Reggio Emilia     |

## Fase a gironi

### Girone A
| 14-10-2012 | 1ª/5ª giornata      | 12/13-1-2013 |
| ---------- | ------------------- | ------------ |
| 19-40      | San Donà — Petrarca | 0-52         |
| 31-3       | Viadana — Crociati  | 26-0         |

| 20/21-10-2012 | 2ª/6ª giornata      | 19-1-2013 |
| ------------- | ------------------- | --------- |
| 12-16         | Petrarca — Viadana  | 14-17     |
| 23-20         | Crociati — San Donà | 13-17     |

| 9-12-2012 | 3ª/4ª giornata      | 15-12-2012 |
| --------- | ------------------- | ---------- |
| 35-17     | Viadana — San Donà  | 17-14      |
| n.d.      | Petrarca — Crociati | 22-6       |

#### Classifica
|  |    | Squadra  | G | V | N | P | PF  | PS  | P±  | B | Pt |
|  | -- | -------- | - | - | - | - | --- | --- | --- | - | -- |
|  | 1. | Viadana  | 6 | 6 | 0 | 0 | 142 | 59  | 83  | 3 | 27 |
|  | 2. | Petrarca | 5 | 3 | 0 | 2 | 139 | 58  | 81  | 4 | 16 |
|  | 3. | San Donà | 6 | 1 | 0 | 5 | 87  | 180 | −93 | 2 | 6  |
|  | 4. | Crociati | 5 | 1 | 0 | 4 | 45  | 116 | −71 | 1 | 5  |

### Girone B
| 14-10-2012 | 1ª/5ª giornata           | 12-1-2013 |
| ---------- | ------------------------ | --------- |
| 21-18      | Fiamme Oro — Lazio       | 3-32      |
| 14-23      | Reggio Emilia — L'Aquila | 7-41      |

| 21-10-2012 | 2ª/6ª giornata        | 19-1-2013 |
| ---------- | --------------------- | --------- |
| 41-22      | Lazio — Reggio Emilia | 34-21     |
| 22-30      | L'Aquila — Fiamme Oro | 0-32      |

| 8-12-2012 | 3ª/4ª giornata             | 15-12-2012 |
| --------- | -------------------------- | ---------- |
| 12-16     | Reggio Emilia — Fiamme Oro | 7-50       |
| 10-22     | L'Aquila — Lazio           | 3-22       |

#### Classifica
|  |    | Squadra       | G | V | N | P | PF  | PS  | P±   | B | Pt |
|  | -- | ------------- | - | - | - | - | --- | --- | ---- | - | -- |
|  | 1. | S.S. Lazio    | 6 | 5 | 0 | 1 | 169 | 80  | 89   | 6 | 26 |
|  | 2. | Fiamme Oro    | 6 | 5 | 0 | 1 | 152 | 91  | 61   | 2 | 22 |
|  | 3. | L’Aquila      | 6 | 2 | 0 | 4 | 99  | 127 | −28  | 1 | 9  |
|  | 4. | Reggio Emilia | 6 | 0 | 0 | 6 | 83  | 205 | −122 | 1 | 1  |

## Finale
| Arbitro: | Stefano Traversi (Rovigo) |

| |              | |
| Cowan 20’ Padró 74’, 80+1’ | mt           | 1’ Bisegni 58’ Tartaglia |
| Fenner 20’ Apperley 80+1’ | tr           | 58’ Gerber |
| Fenner 30’, 40’ | c.p.         | 16’, 24’, 52’ Gerber |
| · 62’ Fenner · Robertson · G. Pavan · Pizarro · Sintich · Apperley · 61’ Cowan · 51’-61’ Pelizzari · Barbieri · 15’-25’ 68’ Pascu · Padró · v. Jaarsveld · 52’ M. Cagna · 52’ Denti (c) · 80’ Cenedese | Formazioni   | · Rubini · F. Sepe · Bisegni 11’-21’ 70’ · Gerber · Tartaglia · Gargiullo 80’ · S. Canale · Zanini 78’ · M. Nitoglia 33’-40’ · Ventricelli 62’ · Colabianchi (c) · Keogh 70’ · Pepoli · Fabiani 70’ · Cannone |
| · 80’ Marchini · 52’ Santamaria · 52’ Gilding · 68’ Santi · 61’ Bronzini · 62’ Albano | Sostituzioni | · Manu 70’ · Varani 80’ · Dionisi 33’, 62’ 40’ · Nardi 70’ · Lorenzini 70’ |
| Rowland Phillips | Allenatori   | Víctor Jiménez |